# 이노우에 아즈미
이노우에 아즈미(일본어: 井上あずみ, 1965년 2월 10일~)는 일본의 가수이다. 아즈미는 가나자와에 있는 유가칸 고등학교를 졸업했다. 그녀는 미야자키 하야오의 영화 《이웃집 토토로》의 오프닝곡인 〈산보〉(さんぽ, 산책)와 엔딩 테마곡인 〈이웃집 토토로〉(となりのトトロ)를 부른 것으로 가장 잘 알려져 있다. 또한 아즈미는 특유의 맑고 밝은 목소리로도 잘 알려져 있다.
일본의 연예 매니지먼트 회사인 도레미(ドレミ) 소속이며 1999년에 도레미의 대표 이마오 고스케(今尾公祐)와 결혼하여 2004년 9월 16일 딸 이마오 유우(今尾侑夕)를 낳았다. 현재 이마오 유우는 가수로 활동하고 있다.
2011년에는 '사운드 호라이즌 라이브 투어 2011 제1차 영토 재건 원정대'의 총 19회의 공연 중 7번이나 출연했다. 같은 해 11월 11일에는 도쿄 고탄다의 유포트에서 개최된 '제38회 일본가수협회 가요제'에서 쿠미코와 여배우 바이쇼 치에코와 함께 공연을 펼쳤다. 11월 26일에는 자신의 고향 이시카와현 가나자와의 다카오다이 중학교에서 30주년 기념 강연회에서 미니 콘서트를 열었다.
2023년 8월 26일 '이노우에 아즈미 40주년 기념 콘서트' 리허설 도중 두통을 호소하여 병원으로 긴급 이송되어 두개내출혈 판정을 받았다. 후에 무대 복귀를 위해 재활에 힘쓰고 있다.

## 대표곡
이노우에 아즈미는 다음을 포함하여 수많은 라디오 드라마 주제가, 애니메이션 주제가, 애니메이션 삽입곡을 불렀다.
- 〈너를 태우고〉 (君をのせて, Kimi wo Nosete) (1986, 《천공의 성 라퓨타》)
- 〈이웃집 토토로〉 (となりのトトロ, Tonari no Totoro) (1988, 《이웃집 토토로》)
- 〈산책〉 (さんぽ, Sanpo) (1988, 《이웃집 토토로》)
- 〈미아〉 (迷子, Maigo) (1988, 《이웃집 토토로》)
- 〈순환하는 계절〉 (めぐる季節, Meguru Kisetsu) (1989, 《마녀 배달부 키키》)
- 〈슬픔이 용서하지 않아〉 (悲しみが許せない, Kanashimi ga Yurusenai) (1989, 《강식장갑 가이버》)
- 〈작은 마녀의 자장가〉 (小さな魔女の子守歌, Chiisa na Majo no Komoriuta) (1992–1993, 《야다몽》)
- Let's Fly Yadamon (レッツ・フライ・ヤダモン, Rettsu Furai Yadamon) (1992–1993, 《야다몽》)
- The Earth in My Sight (瞳の中の地球, Hitomi no Naka no Chikyū) (1992–1993, 《야다몽》)
- 〈벚꽃 흩날리다〉 (桜、舞う, Sakura, Mau) (February–March 1992, 모두의 노래)
- Let's Go Searching!! (さがしにゆこうよ!!, Sagashi ni Yukō yo!!) (Suki Suki Kisugon)
- The Color of Wind within My Hands (てのひらに風の色, Te no Hira ni Kaze no Iro) (TV 가나자와의 캐릭터송)
- Song of Happiness: Strolling with the Wind (しあわせのうた ～風とおさんぽ～, Shiawase no Uta: Kaze to Osanpo) (2006년 8월~9월, Minna no Uta)
- The Seed Of Light (ヒカリの種, Hikari no Tane) (2009, 《안녕 앤》)
- Alright March (やったね ♪ マーチ, Yattane March) (2009, 《안녕 앤》)